# 수성패밀리파크
대구광역시 수성구 고모동에 위치한 대구광역시의 공원. 넓은 잔디광장과 다양한 운동시설을 갖추고 있어 가족 단위 방문객들에게 적합한 휴식 및 레저 공간을 제공한다.

## 역사
총 면적 73,270㎡(약 22,000평)에 달하는 거대한 공원이다. 개발제한구역 내 토지를 매입하여 도심의 부족한 주민 휴식 공간을 확보하기 위해 조성된 친환경 공원으로, 국토해양부가 76억 원을 들여 토지를 매입하고 국비, 시비, 구비를 합쳐 총 126억 원의 사업비를 투입하여 2010년 조성되었다.
2013년 내부 시설로 어린이 물놀이장을 개장하였으며, 현재까지 매년 여름마다 운영되고 있다.

## 시설
'패밀리파크' 라는 이름처럼 가족들을 위한 다양한 시설이 마련되어 있다. 어린이를 위한 물놀이장 (여름 한정)과 인라인스케이트장, 청장년층을 위한 미니축구장(풋살), 배드민턴장, 농구장, 족구장, 노년층을 위한 게이트볼장, 파크골프장 등의 다양한 연령층이 즐길 수 있는 놀이 및 체육시설이 있다. 수성구파크골프협회에서 운영하는 파크골프장은 회원제로 운영되며, 족구장은 예약제로 운영된다.
공원도 잘 조성되어 있다. 소나무 외 17종의 나무, 산철쭉 외 11종의 꽃, 맥문동 외 13종 47,865본등 다양한 식물이 자라고 있다.
야간에는 스윙분수, 조명 시스템이 설치되어 있어 야경이 아름답다.

### 어린이물놀이장
수성패밀리파크 어린이 물놀이장은 7월 초부터 9월 말까지 개방되며, 조합놀이대, 흔들놀이대, 워터드롭, 워터터널 등의 다양한 시설이 설치되어 있다. 입장료 또한 무료이기에 수성근린공원 물놀이장, 대구 신천 물놀이장과 함께 가족들이 가장 많이 찾는 장소이기도 하다.